# Barda

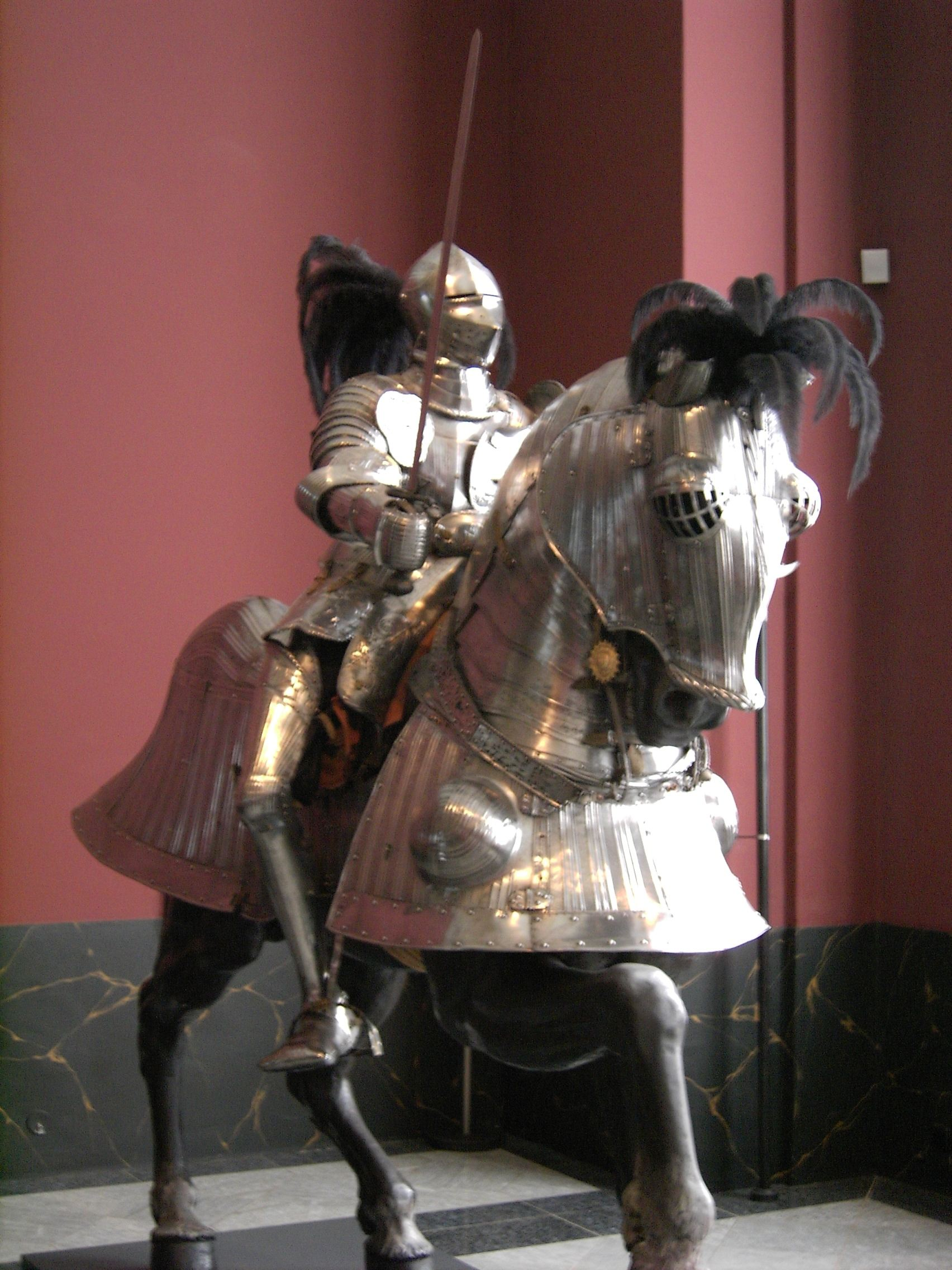
Um cavaleiro do século XVI com um cavalo usando uma Barda.

Barda foi uma conhecida peça de armadura equestre, utilizada por cavalos de batalha; de material variado entre tecido, couro, ou metais, era responsável pela proteção do peito do animal, e em geral foi utilizada também para ostentar as insígnias e emblemas do cavaleiro.